# Child's Play
Child's Play (titulada: Chucky: el muñeco diabólico y Chucky: el muñeco infernal en Hispanoamérica,  Chucky: El muñeco maldito en Argentina y como Muñeco diabólico en España) es una película de terror de 1988 dirigida y coescrita por Tom Holland, y producida por David Kirschner a partir de una historia de Don Mancini. Es la primera película de la serie Child's Play y la primera entrega que presenta al personaje Chucky. Está protagonizada por Brad Dourif, Catherine Hicks, Chris Sarandon, Alex Vincent y Dinah Manoff. Hicks interpreta a una madre viuda que le da un muñeco a su hijo interpretado por Vincent, sin saber que el muñeco está poseído por el alma de un asesino en serie interpretado por Dourif.
Child's Play fue lanzada en los Estados Unidos el 9 de noviembre de 1988 por MGM/UA Communications Co. Recaudó más de $44 millones contra un presupuesto de producción de $9 millones.
Junto con la película ganando seguidores de culto, el éxito de taquilla generó una franquicia de medios que incluye una serie de seis secuelas, mercadería, cómics y una película de reinicio del mismo nombre lanzada en el verano de 2019. Child's Play fue distribuida por Metro-Goldwyn-Mayer, aunque los derechos de la serie se vendieron a Universal Pictures en 1990, justo antes de que comenzara la producción de Child's Play 2. MGM retuvo los derechos de la primera película y, como tal, distribuyó el reinicio de 2019.

## Argumento
Charles Lee Ray, un fugitivo y asesino en serie, es perseguido por las calles de South Side, Chicago por el detective de homicidios Mike Norris, quien le dispara varias veces. El cómplice de Charles, Eddie Caputo, escapa solo en un vehículo de fuga. Charles irrumpe en una tienda de juguetes donde Mike vuelve a dispararle fatalmente. Un Charles moribundo realiza un hechizo vudú para transferir su alma a uno de los muñecos Chicos Buenos, provocando que la tienda sea alcanzada por un rayo y explote. Mike sobrevive a la explosión y vuelve a entrar en la tienda, solo para encontrar el cadáver de Charles y el muñeco.
Al día siguiente, la viuda Karen Barclay, sin saberlo, compra el muñeco, que ahora se hace llamar "Chucky", a un vendedor ambulante sin hogar como regalo de cumpleaños para su hijo de seis años, Andy Barclay. Esa noche, la mejor amiga de Karen, Maggie, cuida de Andy mientras Karen trabaja hasta tarde. Después de la hora de dormir de Andy, Maggie encuentra a Chucky sentado frente a un televisor sintonizado con un noticiero nocturno sobre Charles Lee Ray. Devuelve el muñeco a la cama, pero luego es golpeada en la cara con un martillo y cae por una ventana y muere. La policía registra el apartamento y el detective Norris considera a Andy sospechoso. Antes de volver a la cama, Andy dice que Chucky mató a Maggie. Karen le dice a la policía que se vaya.
A la mañana siguiente, Chucky le ordena a Andy que falte a la escuela y tome el tren "L" de Chicago al centro. Mientras Andy está distraído, Chucky se cuela en la casa de Eddie y lo mata provocando una explosión de gas. Andy es nuevamente considerado sospechoso y es ingresado en un hospital psiquiátrico después de decir que Chucky es responsable del asesinato.
Cuando Karen toma la caja de los Chicos Buenos y deja caer las baterías, Karen se da cuenta de que Chucky ha estado hablando sin ellas. Enervada, Karen enciende un fuego y amenaza con quemar a Chucky, lo que hace que cobre vida violentamente en sus brazos. La ataca antes de salir corriendo del apartamento. Karen lo persigue, pero Chucky escapa. Karen va a la comisaría y le explica lo que pasó, pero Mike no le cree. Karen encuentra al vendedor ambulante y le pide más información sobre dónde encontró el muñeco. Mientras el vendedor ambulante intenta agredirla sexualmente, Mike la rescata y la pareja obliga al vendedor ambulante a admitir que se llevó el muñeco de la juguetería demolida. Karen nuevamente intenta convencer a Mike de que el muñeco está vivo, pero él se niega a creerle, insistiendo en que mató a Charles Lee Ray. Después de llevar a Karen a casa, Mike es atacado por Chucky, y en la pelea que sigue, Chucky recibe un disparo y su herida sangra inexplicablemente y le causa dolor.
Chucky va con su antiguo instructor de vudú John, quien le informa que cuanto más tiempo permanezca en el muñeco, más humano y vulnerable se volverá. Chucky le exige a John que le ayude a revertir el hechizo, pero este se niega, por lo que Chucky usa un muñeco vudú de John para torturarlo hasta que John revela que para escapar del muñeco debe transferir su alma a la primera persona a la que le reveló su secreto, es decir, a Andy. Chucky apuñala al muñeco vudú en el pecho y escapa. Karen y Mike llegan poco después. Antes de morir, John les dice que aunque Chucky es un muñeco, su corazón es completamente humano y, en este punto, vulnerable a heridas fatales.
Chucky llega al hospital donde se encuentra detenido Andy. Chucky mata a un médico y, en el proceso, Andy escapa y huye a casa. Chucky lo sigue y lo deja inconsciente. Mientras Chucky se prepara para poseerlo, Karen y Mike llegan para detenerlo. Chucky apuñala a Mike en la pierna, pero luego Karen lo arroja a la chimenea. Andy deja caer una cerilla encendida, quemando a Chucky. Karen y Andy salen de la habitación para ayudar a Mike, pero un Chucky carbonizado escapa de la chimenea y persigue a Andy. Karen le dispara a Chucky varias veces y nuevamente se presume muerto. El compañero de Mike, Jack, llega al apartamento, inicialmente negándose a creer la historia del trío. El cuerpo de Chucky de repente irrumpe a través de un conducto de ventilación para estrangular a Jack. Durante la pelea, Mike le dispara a Chucky en el corazón y finalmente lo derrota. Jack le dice que nadie le creería antes de salir de la habitación con Mike, Karen y Andy.

## Reparto
- Brad Dourif como Charles Lee Ray/Chucky, un conocido asesino en serie que transfiere su alma a un muñeco "Good Guys" para engañar a la muerte luego de ser asesinado.
- Catherine Hicks como Karen Barclay, la madre de Andy.
- Chris Sarandon como el detective Mike Norris, un detective de homicidios de los asesinatos de Chucky.
- Alex Vincent como Andy Barclay, un niño de seis años enmarcado por los crímenes de  Charles Lee Ray.
- Dinah Manoff como Maggie Peterson, la mejor amiga de Karen y niñera de Andy.
- Tommy Swerdlow como el detective Jack Santos, el compañero de Norris.
- Jack Colvin como el doctor Ardmore, el médico jefe de un hospital psiquiátrico.
- Raymond Oliver como John Bishop, el antiguo mentor de vudú de Chucky.
- Neil Giuntoli como Eddie Caputo, el antiguo cómplice de Chucky.
- Alan Wilder como el señor Walter Criswell, el jefe de Karen y Maggie.
- Aaron Osborne como el ordenanza
- Juan Ramírez como el vendedor ambulante
- Tyler Hard como Mona
- Ted Liss como George
- Roslyn Alexander como Lucy

### Titiriteros
- Brock Winkless como el actor principal de Chucky[11]

## Producción

### Desarrollo
Según una entrevista con Mental Floss, el guionista Don Mancini concibió el concepto por primera vez mientras estudiaba cine en la Universidad de California en Los Ángeles. Afirmó haberse inspirado en el consumismo de la década de 1980, los Cabbage Patch Kids, Trilogy of Terror y el episodio "Living Doll" de The Twilight Zone. El productor ejecutivo de la película, David Kirschner, quien produciría las siete películas de la serie Chucky, afirmó en la misma entrevista que había querido hacer una película sobre una muñeca asesina después de leer The Dollhouse Murders. El director Tom Holland también ha afirmado que las muñecas My Buddy jugaron un papel en el diseño de Chucky.
En el guion original de Mancini, Blood Buddy, el muñeco se habría llenado de sangre falsa que le permitiría sangrar si se jugara con brusquedad, y habría cobrado vida después de que Andy mezclara su propia sangre con la de la muñeca. La muñeca habría representado la rabia reprimida de Andy y habría apuntado a sus enemigos. El guion original de Mancini habría sido una historia de policía que trataba sobre el efecto de la publicidad y la televisión en los niños. El guion original de Mancini también fue escrito para jugar con la audiencia un poco más, por lo que resulta ambiguo si Andy o Chucky fue el asesino.
Charles Band expresó interés en filmar el guion y luego produjo la franquicia Puppet Master. Cuando el guion fue finalmente aceptado por United Artists, John Lafia lo reescribió para hacer que el personaje de Andy fuera más comprensivo. En el tratamiento original de Lafia, el alma de Charles Lee Ray habría sido transferida a la muñeca después de ser ejecutada por una silla eléctrica mientras se fabricaba en una línea de ensamble. William Friedkin, Irvin Kershner, Robert Wise y Joseph Ruben fueron contactados para dirigir antes de que Holland fuera contratado por recomendación de Steven Spielberg. Se consideró que John Lithgow interpretaba a Charles Lee Ray antes de que Brad Dourif fuera contratado para el papel.

### Rodaje
La fotografía principal comenzó el 7 de enero de 1988 y concluyó el 5 de marzo de 1988. Child's Play se filmó en Chicago para escenas en exteriores. The Brewster Apartments, un hito de Chicago ubicado en Diversey Parkway y Pine Grove Avenue, sirvió como la ubicación del apartamento donde vivían Andy y Karen y está representado en el póster de la película. La filmación en estudio tuvo lugar en Culver Studios en Culver City, California.
El nombre completo de Chucky, Charles Lee Ray, se deriva de los nombres de los asesinos notorios Charles Manson, Lee Harvey Oswald y James Earl Ray.
La muerte de Maggie originalmente iba a ser por electrocución mientras se bañaba. La idea fue abandonada y luego se usó para la muerte de Tiffany en La novia de Chucky.

### Efectos visuales
La película utilizó varias formas de retratar a Chucky, incluidos animatrónicos controlados por radio operados por hasta nueve titiriteros, extras de estatura baja y niños actores. (Como se indica en las funciones de bonificación digital, la palabra "animatronic" proviene de las empresas de parques temáticos de Walt Disney). Se utilizaron varios animatronics y cosméticos para cada escena. A lo largo de la película, Chucky pasa de aparecer como un juguete normal a parecer más humano. La película creó varios animatrónicos de Chucky, como un Chucky con rabieta agitada, un Chucky que camina y un Chucky inmóvil. La cara de la muñeca animatrónica se controlaba a través de un control remoto a través de una plataforma que capturaba el movimiento facial del titiritero Brock Winkless.

### Prueba de detección
La película recibió inicialmente críticas negativas después de que se mostrara al público un borrador de dos horas en una proyección de prueba. Holland, Kirschner y Mancini posteriormente cortaron la película para reducir la cantidad de tiempo que Chucky estaba en la pantalla, algo por lo que Kirschner había abogado durante la producción para generar suspenso de manera similar a Jaws o Alien.
Los tres también han sugerido que la prueba de detección fracasó debido al uso de Jessica Walter como la voz del muñeco. El metraje, mostrado solo en imágenes fijas de producción y el guion de la película, habría mostrado a Charles Lee Ray acechando a una mujer borracha como un humano solo para descubrir que era Mike Norris en una operación encubierta, Andy mostrando a Chucky alrededor de su habitación y encontrando un fotografía de su padre fallecido, John curando a un bebé a través de un ritual vudú, y Chucky tratando sin éxito de irrumpir en la habitación de Andy en el hospital psiquiátrico y engañando a una niña con una enfermedad mental llamada Mona para que lo llevara a la sala.
El guion también presenta un final alternativo en el que Chucky es apuñalado por Andy con un cuchillo montado en un automóvil controlado por radio y tiene la cara y las piernas derretidas con una pistola de agua llena de Drano, además de ser prendido en fuego y disparado repetidamente por Mike y Karen. Chucky aparentemente habría muerto al ser dominado por Jack y varios oficiales de policía. Mientras almacenaba los restos de Chucky en una sala de pruebas, otro policía no habría creído en la afirmación de Jack de que el muñeco estaba vivo, y después de que dejaron el brazo incorpóreo de Chucky habría cobrado vida para aplastar una mosca.

### Música
La partitura fue compuesta por Joseph Renzetti que contó con una colección de elementos electrónicos y orquestales. Partes de la banda sonora se lanzaron en vinilo en 1989 y luego Waxwork Records le siguió otra impresión en vinilo que incluía la partitura completa de las cintas maestras originales.

## Estreno
Child's Play fue producido con un presupuesto de USD 9 000 000. La película fue estrenada el 9 de noviembre de 1988, en 1377 salas de cine, terminando primer puesto en la taquilla, superando a las otras doce películas que se mostraron esa semana, con USD 6 583 963. La película recaudó USD 33 244 684 en la taquilla de los Estados Unidos y USD 10 952 000 adicionales en el extranjero por un total mundial de USD 44 196 684.

### Medios caseros
Originalmente, Child's Play fue lanzado en VHS en Norteamérica por Metro-Goldwyn-Mayer y United Artists Home Video el 25 de abril de 1989.
La película fue lanzada por primera vez en DVD por Metro-Goldwyn-Mayer en 1999. La película fue presentada en una presentación a pantalla completa en formato abierto e incluyó un tráiler teatral y una sección de maquillaje. El DVD australiano lanzado por Metro-Goldwyn-Mayer presentó la película en una transferencia de pantalla ancha no anamórfica. El DVD fue relanzado en 2007 con una cubierta lenticular.
El 9 de septiembre de 2008, Metro-Goldwyn-Mayer y 20th Century Fox Home Entertainment lanzaron un DVD del vigésimo aniversario. La película se presentó en su formato original de pantalla ancha 1.85:1 (por primera vez en los Estados Unidos en veinte años) mejorada para monitores 16x9 e incluye una pista envolvente en inglés 5.1 y pistas estéreo en inglés, francés y español 2.0. Entre las características especiales, se incluyen dos comentarios de audio con Alex Vincent, Catherine Hicks, Kevin Yagher, el productor David Kirschner y el guionista Don Mancini, características tituladas Selected Scene Chucky Commentary y Evil Comes in Small Packages, una característica de la época de 1988 titulada Introducing Chucky: The Making of Child's Play, una característica titulada Chucky: Building a Nightmare, el tráiler teatral y una galería de fotos. La película recibió un lanzamiento en discos Blu-ray el 15 de septiembre de 2009. El DVD no presenta ninguna contribución del director Tom Holland, quien afirma que no se le pidió que contribuyera. En respuesta, el sitio web Icons of Fright contactó a Holland y se le preguntó si estaría dispuesto a grabar una pista de comentarios que se descargarían de manera gratuita en su sitio web. Él estuvo de acuerdo, y la pista se puede descargar desde aquí.
El 8 de octubre de 2013, la película se volvió a estrenar en DVD y discos Blu-ray en un conjunto que contiene las seis primeras películas de Child's Play para sus respectivos formatos.
El 8 de octubre de 2016, Scream Factory y Metro-Goldwyn-Mayer relanzaron la película en un nuevo disco Blu-ray titulado "Edición para coleccionistas".
El 3 de octubre de 2017, la película se relanzó una vez más en DVD y discos Blu-ray en un conjunto que contiene las siete películas de Child's Play para sus respectivos formatos.

## Recepción

### Crítica
Roger Ebert le dio tres de cuatro estrellas a la película, calificándola como una "película de terror alegremente enérgica". Caryn James de The New York Times la elogió como "un thriller inteligente y juguetón", agregando: "Es el hábil ingenio que nos mantiene desprevenidos, sin importar cuán predecible sea la trama". Variety dijo que la película era un "tiro errado", elogiando la "impresionante habilidad técnica" de Tom Holland y los actores por mantener las "caras sinceras durante estos extravagantes procedimientos", pero descubrió que "la novedad no está respaldada por una historia interesante que acompañe el truco". Kevin Thomas de Los Angeles Times escribió: "Terrorífica pero muy divertida, este thriller sobrenatural del director de la fantástica Fright Night se mueve con la velocidad de un tren bala y con estilo para quemar". Dave Kehr del Chicago Tribune le dio una de cuatro estrellas a la película, escribiendo que "probablemente sería repugnante si no fuera tan estúpidamente implacable". Richard Harrington de The Washington Post escribió que Holland "mantiene las cosas en movimiento sin apresurarse. Desafortunadamente, Child's Play se pone un poco feo al final, no solo porque el final parece una repetición de casi todas las películas impactantes de los últimos diez años, sino porque involucra el verdadero terror realista de un niño de seis años". Philip Strick de The Monthly Film Bulletin encontró el argumento ideado como una "ridícula jerigonza sobrenatural" pero pensó que Holland manejó bien las secuencias de acción. El autor y crítico de cine, Leonard Maltin, le dio tres de cuatro estrellas a la película, calificándola como "una aterradora e inteligente película de terror", elogiando los efectos especiales de la película.
En Rotten Tomatoes, la película tiene una calificación aprobatoria del 67% basada en 36 comentarios, con una calificación promedio de 6.4 sobre 10. En Metacritic, la película tiene una puntuación de 58 sobre 100, basada en 12 comentarios, indicando "críticas mixtas o promedio". Audiencias encuestadas por CinemaScore le dieron a la película una calificación promedio de "B" en una escala de A+ a F.

### Premios
| Premio         | Categoría                                     | Ganador/Nominado                      | Resultado |
| -------------- | --------------------------------------------- | ------------------------------------- | --------- |
| Premios Saturn | Mejor actriz                                  | Catherine Hicks                       | Ganadora  |
| Premios Saturn | Mejor película de terror                      | Child's Play                          | Nominada  |
| Premios Saturn | Mejor interpretación de un actor/actriz joven | Alex Vincent                          | Nominada  |
| Premios Saturn | Mejor guion                                   | Tom Holland, Don Mancini y John Lafia | Nominada  |

## Controversias
Durante el lanzamiento inicial, una gran multitud de manifestantes se formó en la entrada principal de Metro-Goldwyn-Mayer pidiendo una prohibición de la película porque, según ellos, incitaría la violencia en los niños. Los reporteros de noticieros locales de dos estaciones de televisión emitían en vivo desde la escena. El productor, David Kirschner, estaba viendo la manifestación en la televisión y fue perturbado. Jeffrey Hilton, que había trabajado en la oficina de Kirschner en Metro-Goldwyn-Mayer, indicó que podía calmar el disturbio en diez minutos. Mientras Kirschner observaba desde la seguridad de su oficina, Hilton habló con el líder del grupo y le estrechó la mano. El grupo se dispersó al instante, para disgusto de los noticieros. Hilton no le reveló a Kirschner si había sido una amenaza o una simple diplomacia lo que salvó el día.
A pesar de la diplomacia de Hilton, la serie de películas estuvo plagada de acusaciones de incitar la violencia en los niños. Child's Play 3 fue citado como la "inspiración" para dos asesinatos que tuvieron lugar en el Reino Unido en diciembre de 1992 y febrero de 1993, respectivamente: el asesinato de Suzanne Capper y el asesinato de James Bulger. En el caso de Capper, la joven de dieciséis años se vio obligada a escuchar grabaciones repitiendo el eslogan de "¡Hola, soy Chucky! ¿Quieres jugar?". En respuesta a los asesinatos, Tom Holland defendió la película, afirmando que los espectadores de las películas de terror solo podrían verse influenciados por su contenido si estuvieran "desequilibrados".

## Secuelas
La película fue seguida por varias secuelas, incluyendo:
- Child's Play 2, estrenada en 1990.
- Child's Play 3, estrenada en 1991.
- Bride of Chucky, estrenada en 1998.
- Seed of Chucky, estrenada en 2004.
- Curse of Chucky, estrenada en 2013.
- Cult of Chucky, estrenada en 2017.

## Reinicio
Artículo principal: Child's Play (película de 2019)
Metro-Goldwyn-Mayer anunció que un reinicio de la franquicia se desarrollaría a partir de julio de 2018. Lars Klevberg fue anunciado como director, a partir de un guion escrito por Tyler Burton Smith. La película fue producida por Seth Grahame-Smith y David Katzenberg, siguiendo la historia de un grupo de niños que deberán enfrentarse a una versión moderna de alta tecnología del muñeco "Good Guys" que, tras sufrir un mal funcionamiento, adoptará un comportamiento psicópata. Gabriel Bateman, Aubrey Plaza y Mark Hamill fueron elegidos para interpretar a Andy Barclay, Karen Barclay, y la voz de Chucky, respectivamente. La película fue estrenada el 21 de junio de 2019.

## Serie de televisión
El enero de 2021, se estrenó en Syfy la primera temporada de la serie de televisión Chucky, que funciona como una secuela directa de Cult of Chucky, (la última película de la saga cinematográfica) y que consta de 8 episodios.